# Apanteles simulissimus
Apanteles simulissimus är en stekelart som beskrevs av De Saeger 1944. Apanteles simulissimus ingår i släktet Apanteles och familjen bracksteklar. Inga underarter finns listade i Catalogue of Life.